# Tomopteris dunckeri
Tomopteris dunckeri är en ringmaskart som beskrevs av Karel Rosa 1908. Tomopteris dunckeri ingår i släktet Tomopteris och familjen Tomopteridae. Inga underarter finns listade i Catalogue of Life.